# Impatiens paradoxa
Impatiens paradoxa är en balsaminväxtart som beskrevs av C.S. Zhu och H.W. Yang. Impatiens paradoxa ingår i släktet balsaminer, och familjen balsaminväxter. Inga underarter finns listade i Catalogue of Life.